# Nature morte
Pour les articles homonymes, voir Nature morte (homonymie).

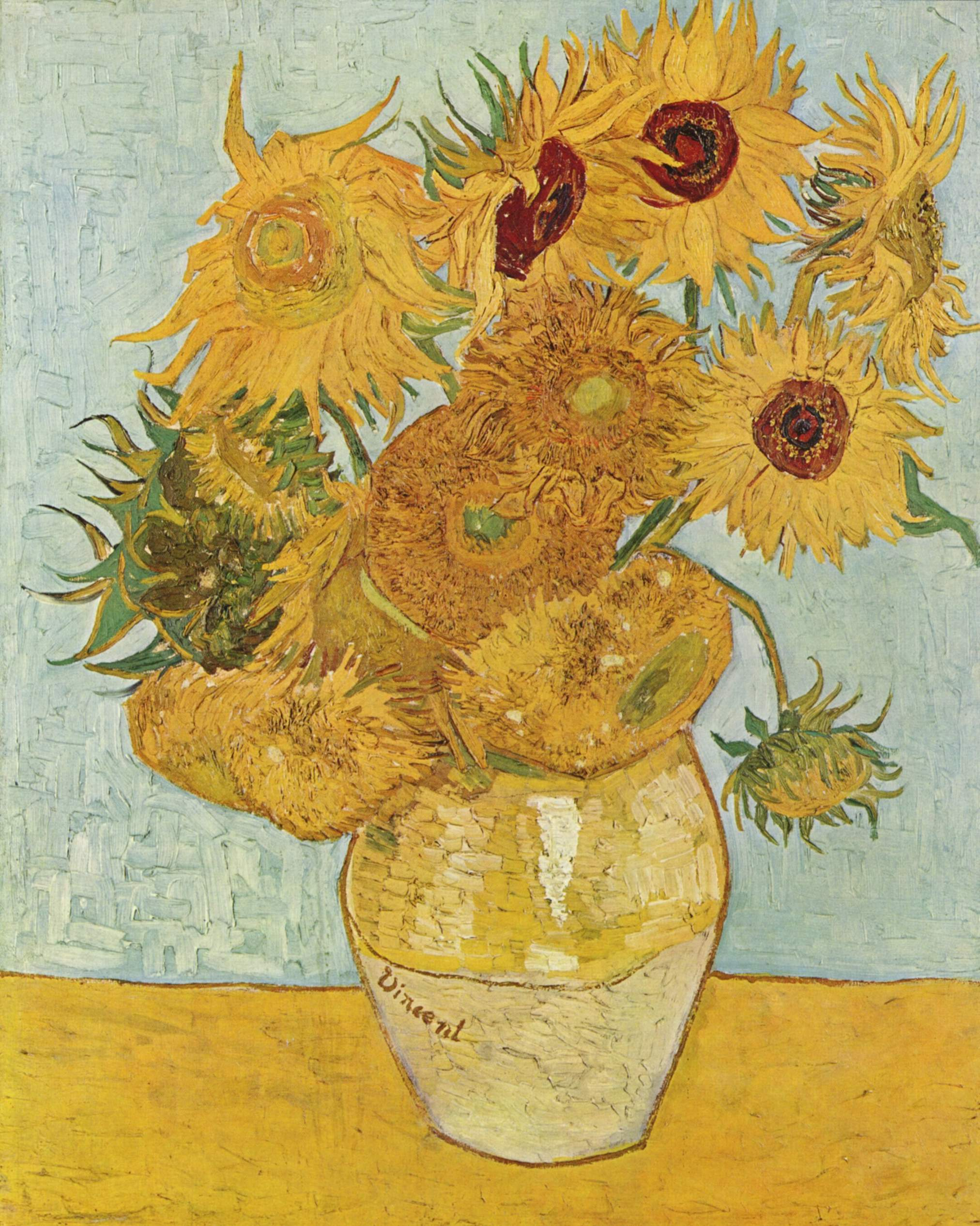
Les Tournesols, peinture de Vincent van Gogh.

Une nature morte est un genre artistique, principalement pictural qui représente des éléments inanimés (aliments, gibiers, fruits, fleurs, objets divers...) organisés d'une certaine manière dans le cadre défini par l'artiste, souvent dans une intention symbolique.
Charles Sterling en propose la définition suivante :

« Une authentique nature morte naît le jour où un peintre prend la décision fondamentale de choisir comme sujet et d'organiser en une entité plastique un groupe d'objets. Qu'en fonction du temps et du milieu où il travaille, il les charge de toutes sortes d'allusions spirituelles, ne change rien à son profond dessein d'artiste : celui de nous imposer son émotion poétique devant la beauté qu'il a entrevue dans ces objets et leur assemblage. »

— La Nature morte de l'Antiquité à nos jours, 1985.
Il existe des styles picturaux voisins de la nature morte, comme la nature morte inversée ou les vanités.

## Histoire et types de natures mortes
Le terme n'apparaît qu'à la fin du XVIIe siècle. Jusque-là, seule l'expression « cose naturali » (« choses naturelles ») avait été utilisée par Giorgio Vasari pour désigner les motifs peints de Giovanni da Udine. En Flandre, vers 1650, apparaît le mot stilleven pour des « pièces de fruits, fleurs, poissons » ou « pièces de repas servis », ensuite adopté par les Allemands (« Stillleben ») et par les Anglais (« still-life »), qui se traduirait par « vie silencieuse ou vie immobile ». En Espagne, l'expression relative aux natures mortes est bodegón, qui dérive du terme bodega (« lieu de rangement alimentaire »), suivi d'un augmentatif. Par extension, il désigne l'antichambre de cave de tavernes modestes et les natures mortes composées de récipients et d'aliments dans ce type de pièce. Au milieu du XVIIe siècle, l'expression « vie coite », traduite du hollandais, reste marginale. L'Académie, attachée à la hiérarchie des genres, classe en dernier les peintres de fleurs et de fruits. Un siècle plus tard, « nature morte » — expression attestée en 1736 — condense ce jugement, en remplaçant coite, c'est-à-dire tranquille, silencieuse, par morte. Diderot, dans ses Salons, parle de « natures inanimées ».

### Préhistoire
Selon Laurence Bertrand Dorléac, on peut considérer les haches gravées dans la pierre du Cairn de Gavrinis comme la première nature morte de l'histoire, vers 3500 av. J.-C. Avant cela, la plus ancienne représentation d'objet connue est actuellement la corne de bison de la Vénus de Laussel, vers 25000 av. J.-C.
Après les haches de Gavrinis, on peut voir des natures mortes dans les pictogrammes mésopotamiens et les objets miniaturisés produits par cette culture, notamment dans le cadre d'offrandes ; mais on en retrouve surtout en Égypte, par exemple avec les peintures de frises d'objets dans les sarcophages du Moyen Empire. Un objet votif de la XIIe dynastie représente une table avec quatre pains, deux vases et des animaux destinés à être mangés.
Laurence Bertrand Dorléac attire notre attention sur la multiplicité des natures mortes de la Préhistoire : « le chariot du Val Camonica imaginé à l'âge de bronze, les longues barques à rames dans les peintures rupestres de Norrköping, la tiare des Hittites, le disque solaire et le croissant lunaire des Carthaginois, l'urne-cabane des Étrusques, le tabernacle, la menorah et le Livre des Juifs, les plantes des Minoens, les clochettes des Scythes, le bustier de la déesse aux serpents des Crétois, etc. ».

### Antiquité
D'autres natures mortes apparaissent durant l'époque hellénistique, mais il ne nous en reste que des descriptions, aucune peinture n'ayant survécu. Selon Pline l'Ancien, le plus célèbre des natures-mortistes de cette période était Piraïcos (IVe et IIIe siècles av. J.-C.). Il peignait des boutiques de barbiers et de cordonniers, des ânes et surtout des victuailles, sans doute en tableaux de chevalets. On parle alors de rhopographie (représentation de menus objets) et de rhyparographie (représentation d'objets vils), qui ont des connotations péjoratives. Pourtant, Piraïkos, toujours d'après Pline, connaît un véritable succès et ses peintures, perçues comme mineures, se vendent mieux et plus cher que celles de ses contemporains plus en vue.
Malgré cette vision critique de la part de ses contemporains, la nature morte de l'Antiquité possède déjà une autre ambition que celle du seul plaisir mimétique. « Il est clair que les natures mortes hellénistiques et romaines qui représentaient des mets prêts à être consommés comportaient une allusion épicurienne », comme le précise Charles Sterling. On trouve ainsi assez fréquemment des mosaïques de natures mortes telles que la mosaïque des Xenia, ainsi que des vanités dans les atriums et les tricliniums d'été romains, où les convives invités aux repas retrouvaient ainsi rappelé le carpe diem horacien.

### Moyen Âge
Au Moyen Âge, on peint surtout des objets symboliques. Avec l'hégémonie catholique, la représentation d'objets comme seul sujet d'une œuvre disparaît au Moyen Âge. À cette époque, « l'esprit réaliste s'effaça au profit d'un langage emblématique compris de toute la chrétienté. Les objets, en se soumettant au sujet d'une composition, concourent au développement du thème religieux ; ils ont une importance primordiale dans la signification de certaines scènes bibliques ; ils les situent, ils les datent, ils caractérisent les personnages » (Michel et Fabrice Faré, catalogue d'exposition). Ces objets ne sont donc plus là pour leur existence propre, mais pour ce qu'ils symbolisent, et c'est une des principales raisons qui font que les spécialistes s'accordent souvent à considérer qu'il n'y a pas eu de nature morte durant cette période.
Il faut attendre les théologies de saint François d'Assise, et de saint Thomas d'Aquin, le retour de la philosophie aristotélicienne ainsi que les théories de Roger Bacon et Guillaume d'Ockham pour voir le catholicisme se réconcilier avec les sensations et l'expérience de la nature, et pour que réapparaisse un certain intérêt pour l'objet en tant que tel, au travers des œuvres de Giotto (fresque en trompe-l'œil de 1305) représentant un lustre en fer forgé à la chapelle des Scrovegni à Padoue, en Italie) et de Duccio di Buoninsegna. Il faudra toutefois attendre encore deux siècles pour voir s'imposer la représentation d'objets comme sujet d'une peinture.

### XVIeetXVIIesiècles

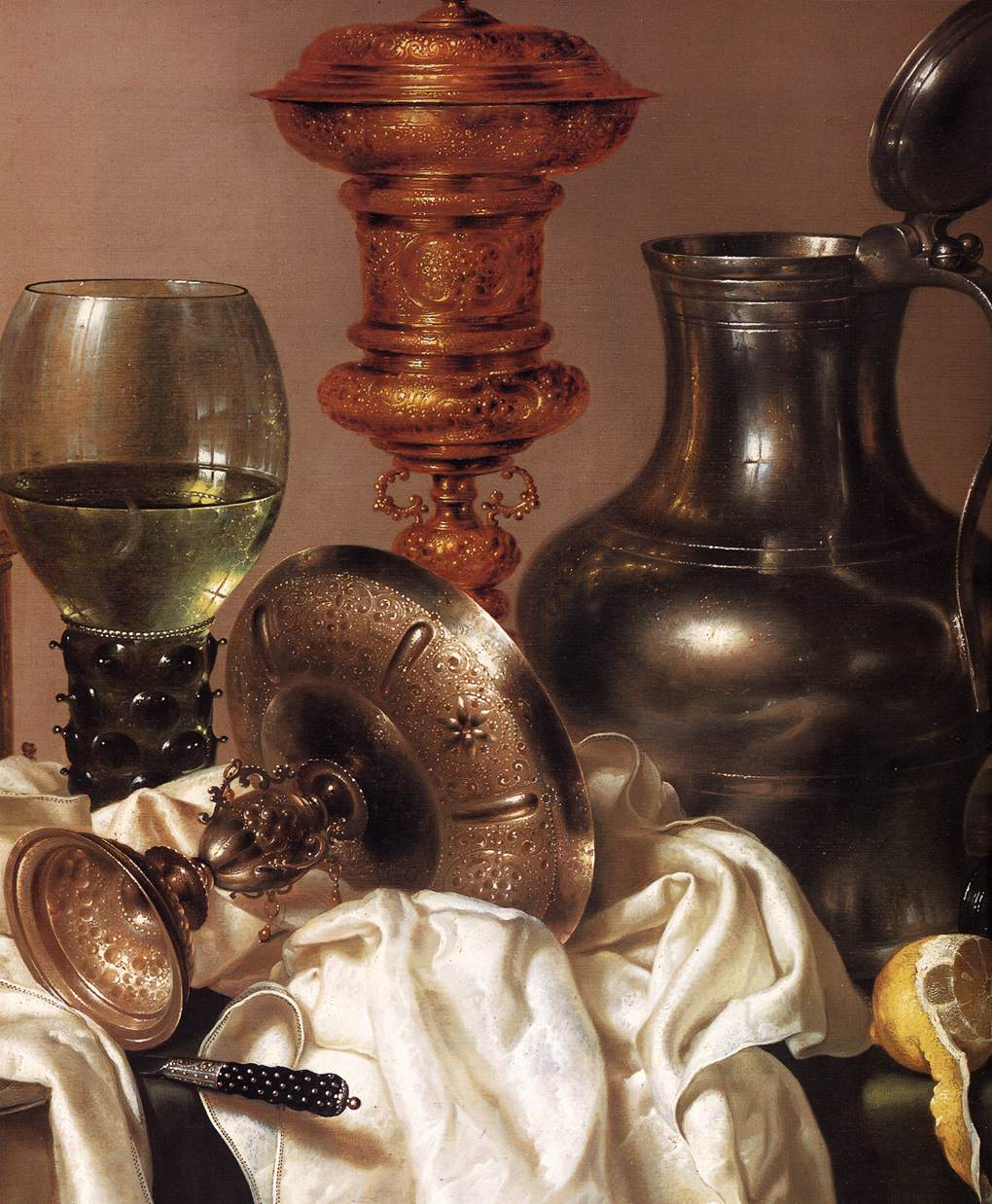
Nature morte, détail, peinture de Willem Claeszoon Heda (1635), Rijksmuseum Amsterdam.

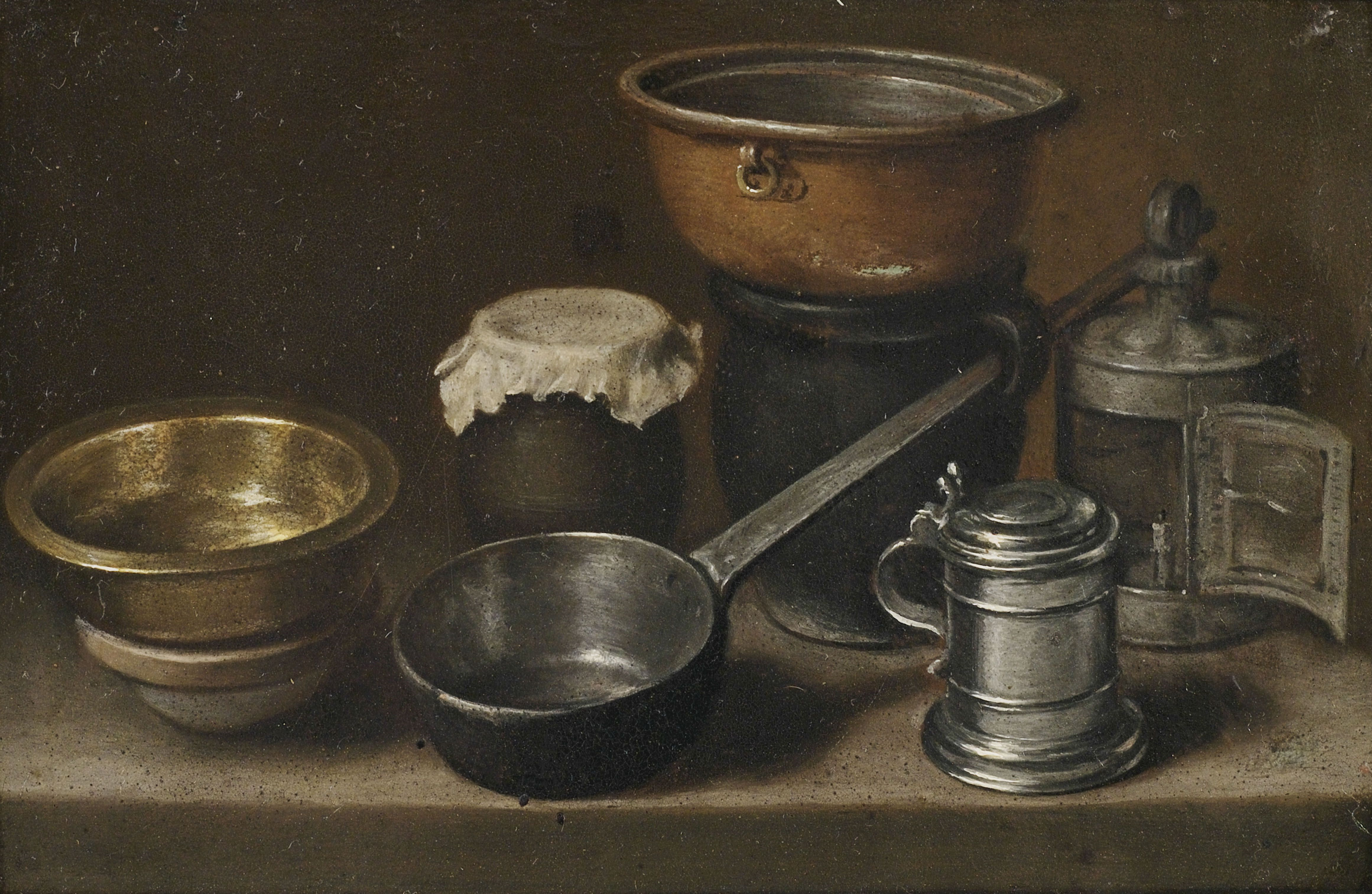
Nature morte avec ustensiles de cuisine, Martin Dichtl (1639-1710).

Dans le monde moderne, la nature morte naît au XVIe siècle en Italie, avec notamment Fede Galizia et la Nature morte avec perdrix et gants de fer de Jacopo de' Barbari, peinte à l'huile sur bois en 1504, qui est considérée par de nombreux historiens comme le chef-d'œuvre qui ouvre une nouvelle ère de l'art de la nature morte. Aux XVIe et XVIIIe siècles, la nature morte prend tout son essor en Flandre et en Hollande ; au nord, on se consacre à la peinture bourgeoise et au sud, aux œuvres religieuses. Ce genre se développe et se fixe à partir du début du XVIIe siècle, dans les Écoles du Nord (Flandre et Hollande notamment sous la forme du « déjeuner monochrome »), toujours très enclines à représenter un réel cru. Elle se propage ensuite en Europe, et en France particulièrement. En 1650, aux Pays-Bas, apparaît le terme stilleben, pour les Anglais still-life, en Espagne bodegones, et en France « nature morte ».
Ce retour de l'intérêt pour le monde matériel et quotidien, que l'on trouve dans les domaines de la marqueterie, des objets d'art et de la peinture, s'inscrit dans l'héritage de l'Antiquité gréco-romaine, mais aussi dans les pensées nouvelles, l'évolution du christianisme et le développement du capitalisme, qui leur confèrent de nouvelles significations.
Pour montrer que le genre des choses est aussi noble qu'un autre, des artistes figurent des natures mortes en gros plan sur des paysages qui ne servent plus que de décor. Les choses s'imposent comme de véritables personnages de la scène.
À partir de la seconde moitié du XVIe siècle, les artistes représentent souvent les choses qui s'accumulent, s'échangent ou s'achètent dans un monde capitaliste ouvert aux échanges de marchandises ou de monnaie. Elles contribuent à dévoiler les vies, les croyances et les sentiments. Les choses se mêlent aux figures humaines, mais aussi religieuses. Le récit chrétien est renvoyé au second plan, en miniature, les paysans derrière les fruits et légumes qu'ils récoltent. Un nouveau statut en majesté s'impose pour les choses ordinaires qui contribuent à définir et à ordonner l'espace social.
Nombreuses furent alors les natures mortes de fleurs. Les Grandes découvertes et l’arrivée en Europe de plantes (et autres merveilles naturelles) inconnues suscitèrent un énorme intérêt pour la nature qui amena à l’accumulation de spécimens (dans des cabinets de curiosité et des jardins botaniques), puis à leur classification, à la création de catalogues, puis d’ouvrages de botanique, et donc à l’apparition de l’illustration scientifique. On commença à apprécier ces objets pour eux-mêmes, dépouillés de toute association religieuse, morale ou mythologique.

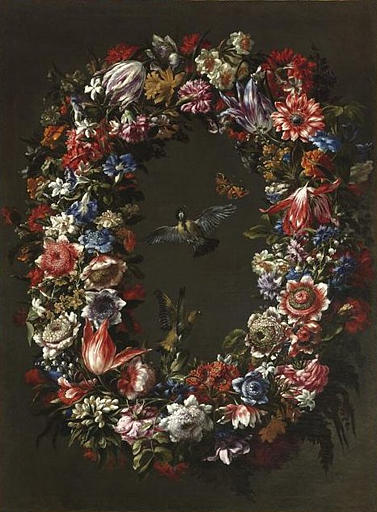
Juan de Arellano, Guirlande de fleurs, Oiseaux et Papillon, vers 1650-1670, musée du Louvre.

Les spécimens collectionnés, échangés, vendus servirent de modèles aux peintres qui en donnèrent des représentations réalistes. La passion pour l’horticulture créa un marché, dès le début du XVIIe siècle, pour les natures mortes de fleurs (peintes à des fins esthétiques), et pour les miniatures (révélant une approche plus scientifique). Parmi les premiers peintres fleuristes privilégiant le naturalisme, on peut mentionner les Flamands ou Néerlandais Jan Brueghel l'Ancien (1568-1625), Roelandt Savery (1576-1539) ou Ambrosius Bosschaert l'Ancien (1573-1621), puis Jean-Michel Picart (1600-1682), qui fut au début de sa carrière au service d’un « curieux » (amateur de curiosités) célèbre : Henri de Bourbon-Verneuil. Le Français (né à Lille) Jean-Baptiste Monnoyer (1636-1699) est connu en particulier pour Fleurs, fruits, et objets d'art (1665), tableau représentant des objets tels que ceux conservés dans les cabinets de curiosité, le tout orné d’une sorte de guirlande de fleurs et de fruits. Dans Le Livre de toutes sortes de fleurs d'après nature (vers 1670-1680 ?), il présente des arrangements floraux dans lesquels les fleurs sont figurées de manière exacte et précise. Dans la seconde moitié du siècle, des peintres espagnols, dont Juan de Arellano, qui est à la tête d'un atelier prospère à Madrid, se spécialisent en peignant presque exclusivement de luxuriants bouquets, des guirlandes et des couronnes de fleurs.
Au XVIIe siècle, en Espagne, les natures mortes se présentent souvent sous la forme de vanités à la morale catholique. Par opposition, l'Europe du Nord protestante refuse les sujets religieux et se consacre à la peinture bourgeoise, au travers des paysages et de la nature morte. Cette dernière devient alors un outil au service des deux principales puissances religieuses du moment.
Pourtant, derrière ces messages pieux prodigués par les natures mortes, se cache un véritable intérêt mimétique. Les objets représentés conservent certes leur symbolique religieuse, héritée des textes chrétiens, mais, contrairement à la période médiévale, l'aspect esthétique de la peinture prend une importance primordiale et la nature morte est l'occasion de prouver l'habileté de l'artiste.

### XVIIIesiècle

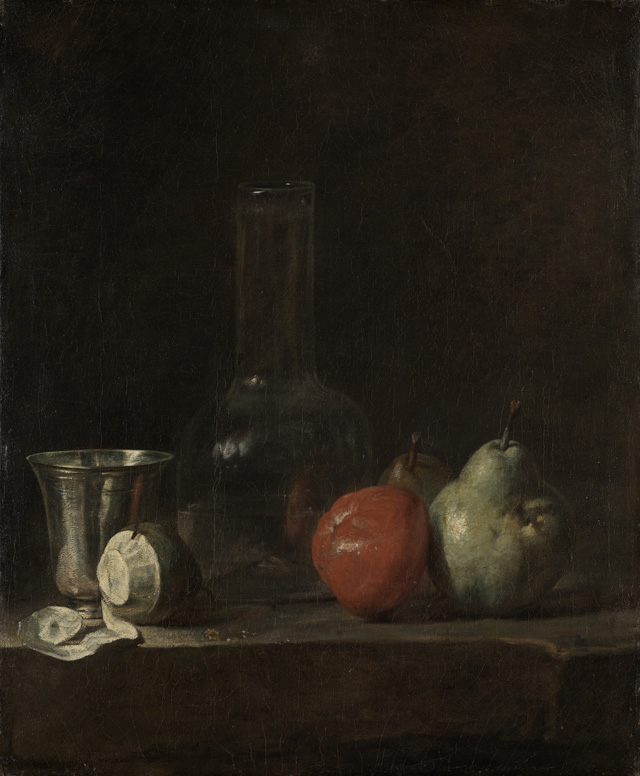
Nature morte avec carafe et fruits (1750), peinture de Jean Siméon Chardin (1699-1779) Staatliche Kunsthalle Karlsruhe.

Au XVIIIe siècle, en France, la représentation d’objets passe du symbolisme à l’esthétisme et vice versa. Dans les textes de Diderot consacrés à Chardin, le plaisir mimétique pur, inavoué au XVIIe siècle dans les vanités, s'affirme pleinement et la représentation d'objets dans la peinture y est constamment partagée entre le plaisir de la mimesis et celui de la symbolique. Cette dualité de la nature morte est illustrée dès l'Antiquité, et aussi par son premier classement de genres, qui place la nature morte tout en bas de l'échelle, tout en considérant Zeuxis comme un peintre de génie pour être parvenu à peindre des grains de raisin qui trompent jusqu'aux oiseaux.
À la fin du siècle, Watelet daigne consacrer un article à la nature morte dans son volume de l'Encyclopédie méthodique consacré aux beaux-arts, et écrit de Chardin qu'il « a peint de la manière la plus ragoutante et la plus vraie, la nature morte : il ne devait rien à l'imitation, aux conventions d'aucun artiste, et semblait avoir inventé l'art », pour conclure après quelques éloges techniques, qu'il a été « un très-grand peintre dans un petit genre. ».
La nature morte se place ainsi à la charnière entre le désir artistique de rivaliser avec la Nature, hérité de l'Antiquité et redécouvert à la Renaissance, et l'expression de l'artiste par la façon de la représenter, qui va dominer le siècle suivant. Chardin est avec Poussin et Claude Lorrain l'artiste français antérieur au XIXe siècle qui a eu le plus d'influence sur la peinture moderne.

### XIXesiècle
Au XIXe siècle, Delacroix sut se différencier des autres peintres de nature morte. Ces peintres firent valoir à leurs yeux l‘art et la science. La valeur symbolique de l’objet se perpétua selon les époques et devint une constante mathématique de la peinture française. Un outil sur lequel on peut se fonder pour mesurer le degré d’évolution de la société, de la culture, de la religion… On peint des objets de la vie courante, contrairement à la période néo-classique (grosso modo la période 1700 à 1850) où l’on peint des objets des Antiquités romaine et grecque.

« Les artistes du XIXe siècle, à part Delacroix, n'inventent guère de nouveaux arrangements. Manet même héritera de ces formules non sans les pénétrer, il est vrai, de son génie. »

« D'autres occupations s'adressent aux gens heureux du siècle. Ils sont nombreux à se convaincre du progrès des idées et des mœurs. Renonçant aux œuvres de mort, à la guerre comme à la chasse, ils s'appliquent à la vie de l'esprit. Les peintres de nature morte feront valoir à leurs yeux l'art et la science, en mêlant habilement les attributs. Ainsi, la valeur symbolique de l'objet, par-delà les siècles, ne se perd pas totalement. Elle se perpétue, se modifie selon les époques. Elle apparaît comme une constante de la peinture française de nature morte. Les trophées des arts et des sciences retiennent le souvenir des lointaines allégories et des anciens emblèmes du Moyen Âge. Leur sens évolue seulement. Le désordre des cabinets d'amateurs, des tables encombrées de livres et de papiers, représentés en peinture, n'évoque plus la mélancolie des vaines recherches. Les objets symbolisent désormais la fièvre de connaître ! »

— Ibidem, p. 18.

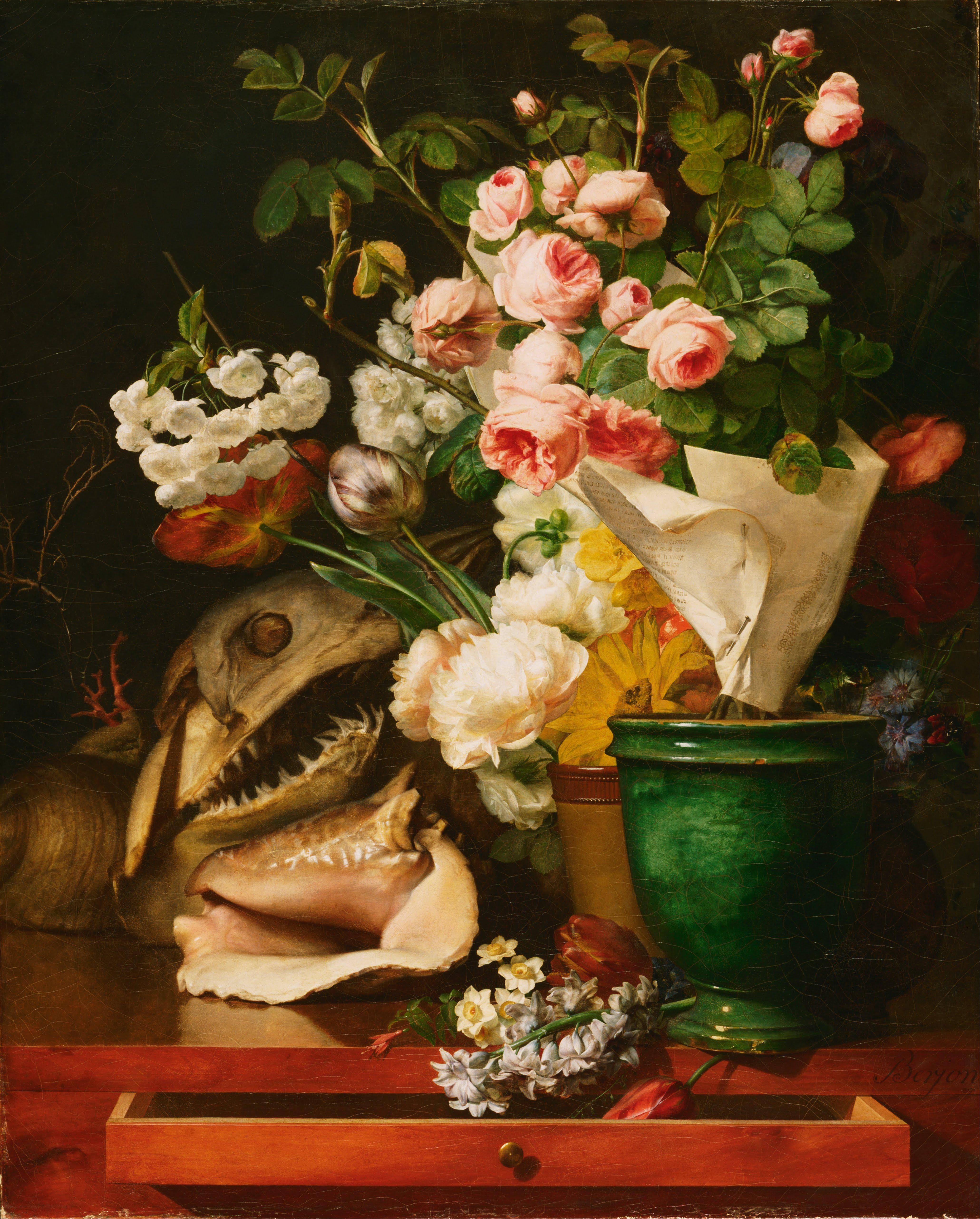
Nature morte de fleurs, de coquillages, de tête de requin et de pétrifications (1819), Antoine Berjon (1754-1843).

Mais si cette citation résume une partie de la représentation de la nature morte du XIXe siècle, elle n'indique pas toute l'ampleur de l'évolution que connaît ce genre à cette période.
C'est essentiellement parce que la nature morte était perçue comme un genre mineur trop mimétique durant les précédents siècles qu'elle n'a pas été investie des significations et des aspirations complexes associées à d'autres genres estimés, tels que la peinture d'histoire ou le portrait, et qu'elle put ainsi devenir un véritable instrument avant-gardiste de recherches formelles au XXe siècle. Cette transition de la nature morte comme genre mineur à celle d'outil plastique quasi-incontournable du XXe siècle se fait par le biais de Cézanne qui, le premier, et avant les cubistes, expérimente au travers de la nature morte de nouveaux systèmes perspectivistes/représentatifs.

### XXesiècle

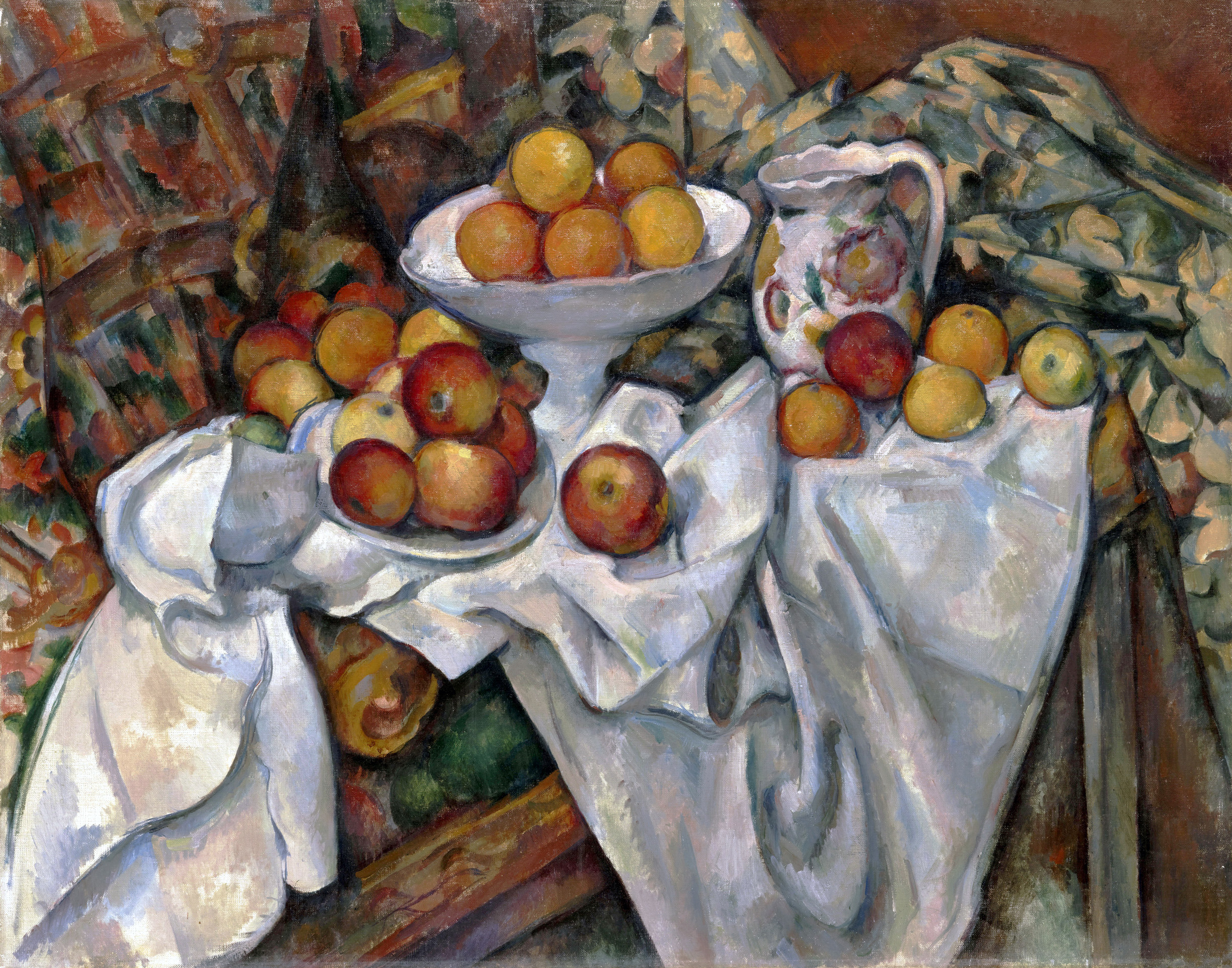
Nature morte aux pommes et aux oranges, Paul Cézanne (1895-1900).

Ce qui définit les avant-gardes du XXe siècle est essentiellement le choix des sujets : de simples ustensiles domestiques, des fruits (non exotiques) et, de façon plus générale, des objets simples de la vie courante. Les messages extra-picturaux de la peinture des Anciens sont supprimés et la bougie se transforme en lampe à gaz, etc.
Étrangement, la nature morte traverse tout l'art du XXe siècle, alors que ce genre est perçu par la plupart des gens comme étranger à l'art contemporain. Le genre a évolué et la représentation des objets n'est plus étroitement liée à une symbolique chrétienne, comme elle le fut au XVIIe siècle, mais la signification de la nature morte a évolué avec celle de l'objet. Il n'est dès lors pas surprenant de retrouver les natures mortes aussi bien chez les surréalistes, que dans le pop art, où il symbolise à lui seul une « société de consommation ».
Avec le cubisme, le futurisme ou le dada, les codes de la représentation du réel éclatent. Les objets sont observés en tous sens, sous plusieurs angles et simultanément. Le lien avec le monde n'est plus rendu par homologie, par sa représentation fidèle à la réalité, mais par l'intrusion du journal, de tissus, de plastiques ou des déchets. Les artistes donnent une forme à la série, au bruit, à la vitesse, au chaos de la société moderne où, les êtres et les marchandises se confondent, en particulier les femmes qui fusionnent avec les objets domestiques de leur cuisine.
Quoi qu'il en soit, la nature morte est aujourd'hui partagée entre son lourd passé et son omniprésence au sein même de l'art contemporain. Si l'on voulait ouvrir le débat, il serait dès lors tentant de réfléchir sur le ready-made en tant que nature morte contemporaine. Car si cette forme artistique ne répond pas à la définition de Charles Sterling citée en introduction, elle n'en reste pas moins la mise en valeur d'un objet anodin par le biais de l'art, et certains commissaires d'exposition n'hésitent pas à associer le ready-made à la nature morte, comme le démontre l'exposition Objects of Desire: The Modern Still Life, organisée par le Museum of Modern Art de New York, en 1997. La question de la nature morte reste donc aujourd'hui encore, ouverte.

### Les femmes et la nature morte
Certaines femmes sont parfois représentées par les artistes, qui les aux marchandises dans les marchés peints des XVIe et XVIIe siècles. Elles sont montrées avec leurs objets quotidiens à partir du XXe siècle. À partir de la seconde moitié des années 1960 notamment, les femmes artistes comme Louise Bourgeois, Niki de Saint Phalle, Judy Chicago ou Miriam Schapiro inventent des formes nouvelles pour raconter leur condition, où les objets jouent un rôle central. Alina Szapocznikow dresse sur la coupe de son Dessert III (1971) des seins coupés.

## Écoles

### École flamande

#### XVIIesiècle

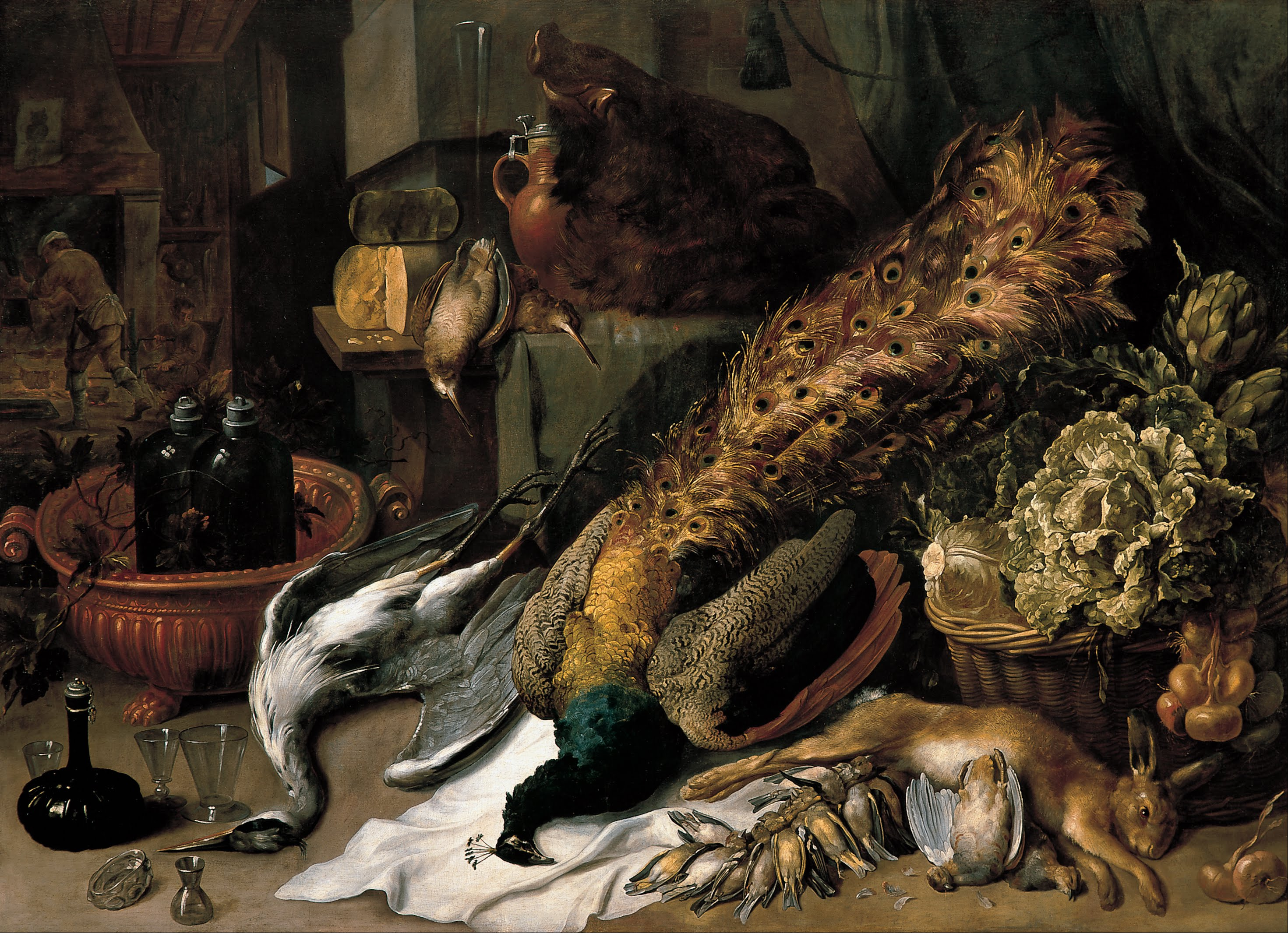
Nature morte avec un rafraîchisseur à vin, Frans Snyders, Gemäldegalerie Alte Meister.

Au XVIIe siècle, parallèlement à la peinture de paysages et d'intérieurs, apparaît des représentations d'objets inanimés peints pour eux-mêmes. D'abord sous forme d'études (de fleurs, de fruits, etc.), les arrangements simples d'aliments prennent le nom de déjeuner et, pour des représentations plus fastueuses, de banquet. Les natures mortes de poissons rencontrent alors un vif succès, ornant les murs des notables d'Amsterdam et d'Utrecht, comme celle de Willem Ormea  (Nature morte aux poissons). Ce n'est que vers 1650 qu'apparaît le terme stilleven pour désigner des natures mortes.
Les natures mortes prennent peu à peu tous les objets décoratifs ou domestiques comme sujets à représenter. Elles reflètent bientôt le luxe croissant des classes moyennes. Ainsi, les tapis persans remplacent les nappes blanches et les poteries chinoises la faïence. Ces tableaux prennent preneurs auprès d'une clientèle fortunée qui décore ses demeures avec ce reflet de leur niveau de vie.
Les natures mortes de cette époque sont davantage que des représentations soignées d'objets. Elles incorporent souvent un message, dont le plus familier est celui de la vanité des choses terrestres et le caractère éphémère de la vie, d'où le terme vanité souvent accolée aux natures mortes flamandes.
La nature morte flamande se caractérise par :
- ses compositions amples ;
- l'accumulation décorative des objets, à mettre en rapport avec l'abondance et la prospérité des Pays-Bas, espagnols à cette époque ;
- l'utilisation de grands formats.

L'atelier de Pierre Paul Rubens emploie de nombreux peintres de natures mortes, dont le style calque plus ou moins celui du maître. Ses principaux représentants sont :
- Pieter Boel
- Jan Brueghel dit « de Velours » (1568-1625)
- Jacob van Es
- Frans Snyders
- Jan Davidszoon de Heem
- Willem Kalf

#### XVIIIesiècle
L'art de la nature morte flamande se perpétue au XVIIIe siècle, et essaime dans toute l'Europe. Abraham Brueghel diffuse son style à Naples, par exemple.

### École espagnole

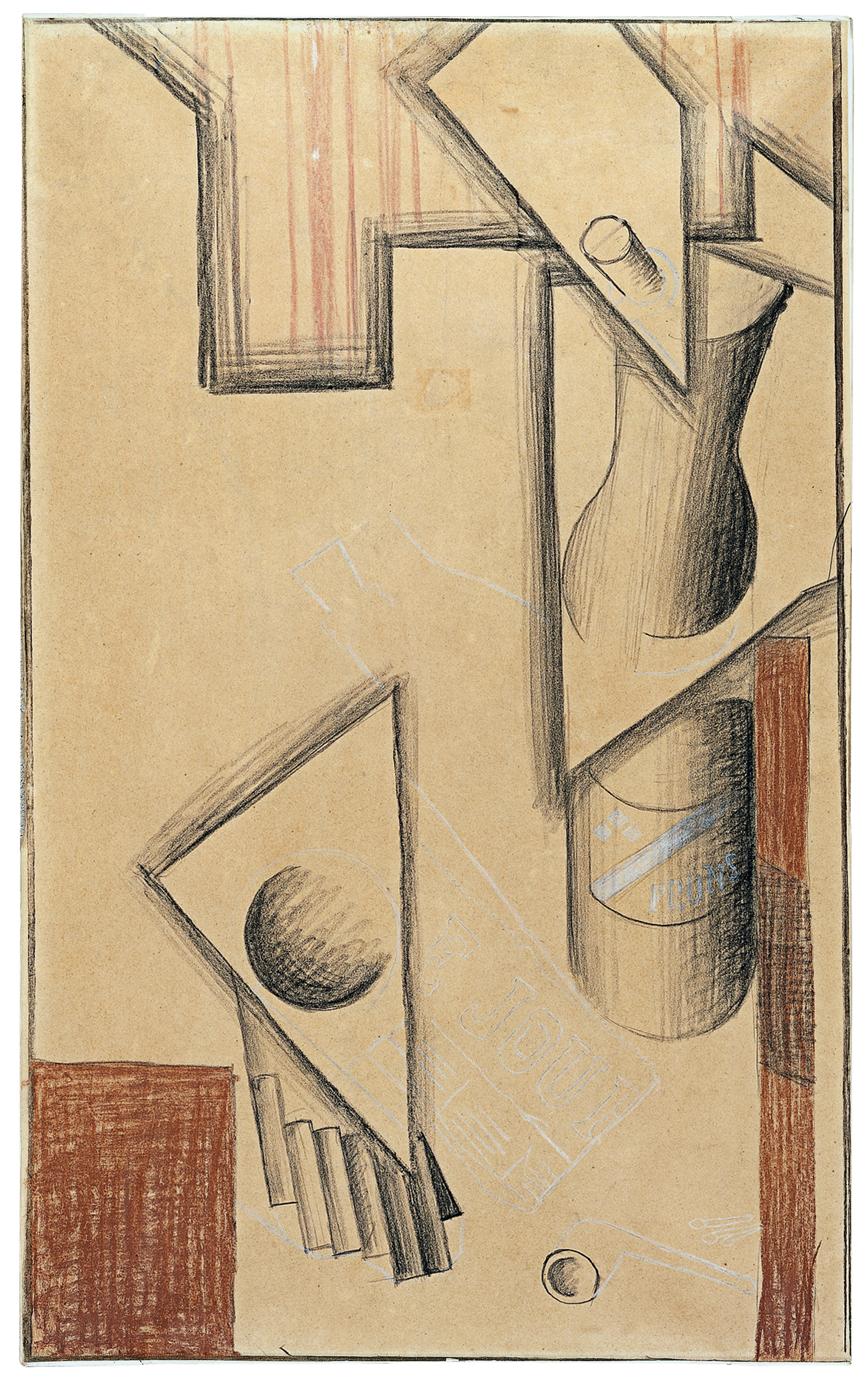
Nature morte, Juan Gris (1913).

Les natures mortes espagnoles s’inspirent en première instance de la tradition flamande — l'art hispano-flamand —, avec qui l'Espagne avait d'étroites relations politiques, culturelles et économiques. Cependant, ces natures mortes — ou bodegones —, tiennent à la fois de la nature morte et de la scène de genre.

« Apparus à Séville et à Tolède, les bodegones, qui rassemblent des éléments de natures mortes et de scènes de genre, constituent l'un des rares genres profanes de la peinture espagnole. Ils montrent des gens du peuple dans les activités quotidiennes, comme aller chercher de l'eau, cuisiner, manger et boire. La représentation des personnages est tout aussi soignée que celle des objets et des aliments, avec une attention particulière aux valeurs tactiles et au rendu des surfaces. »

— Karin Hellwig, « La peinture du XVIIe siècle en Italie, en Espagne et en France », in L'Art baroque, éd. Citadelles, p. 413.
Initiée avec Juan Sánchez Cotán et Francisco de Zurbarán durant le siècle d'or espagnol, elle évolue au XVIIIe siècle avec des peintres tels que Luis Paret y Alcázar et Luis Egidio Meléndez qui abandonnent la morale catholique pour le naturalisme et le souci du détail.
Francisco de Goya rompt cette tradition pour se concentrer sur la mort. Il rejette le concept traditionnel de la vie et revient à l'esthétique de Rembrandt. Ses toiles sont de claires métaphores de la mort ; les animaux morts sont des victimes aux corps présentés de façon directe et cruelle. La mort, l'existence éphémère et le fatalisme imprègnent ses œuvres (Nature morte avec des côtes et une tête d’agneau, Nature morte à la dinde, etc.).
Le genre retrouve de sa vigueur au XXe siècle, avec des toiles de Juan Gris, Pablo Picasso (Nature morte à l'épée de matador, Nature morte à la chaise cannée, etc.), Joan Miró (Nature morte au vieux soulier), mais surtout Salvador Dalí, avec une abondante production faisant référence à ses prédécesseurs (Siphon et bouteille de rhum avec bouchon, La Corbeille de pain, Nature morte vivante, etc.).

### École hollandaise

#### XVIIesiècle

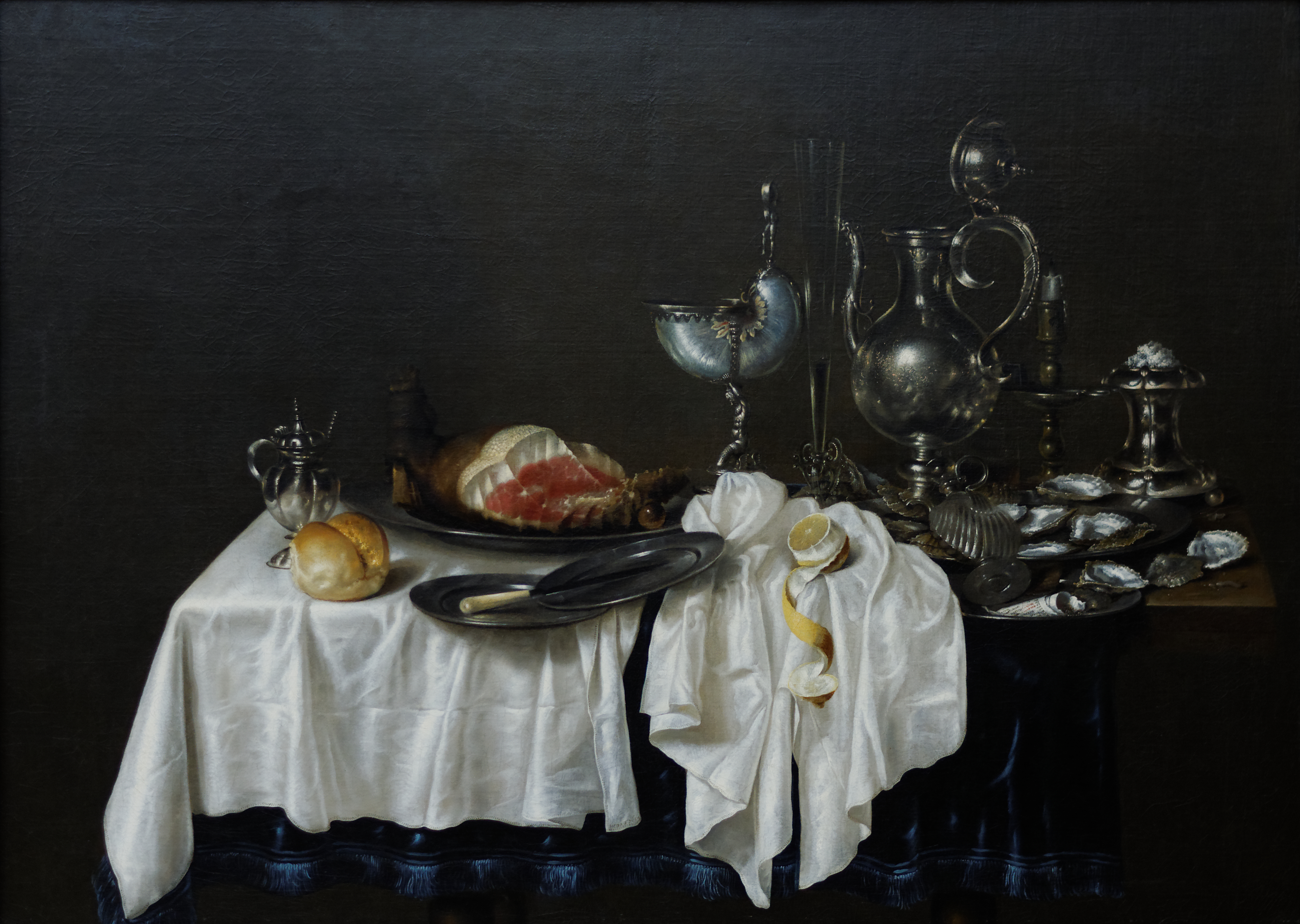
Nature morte avec coupe Nautilus, Willem Claeszoon Heda (1654).

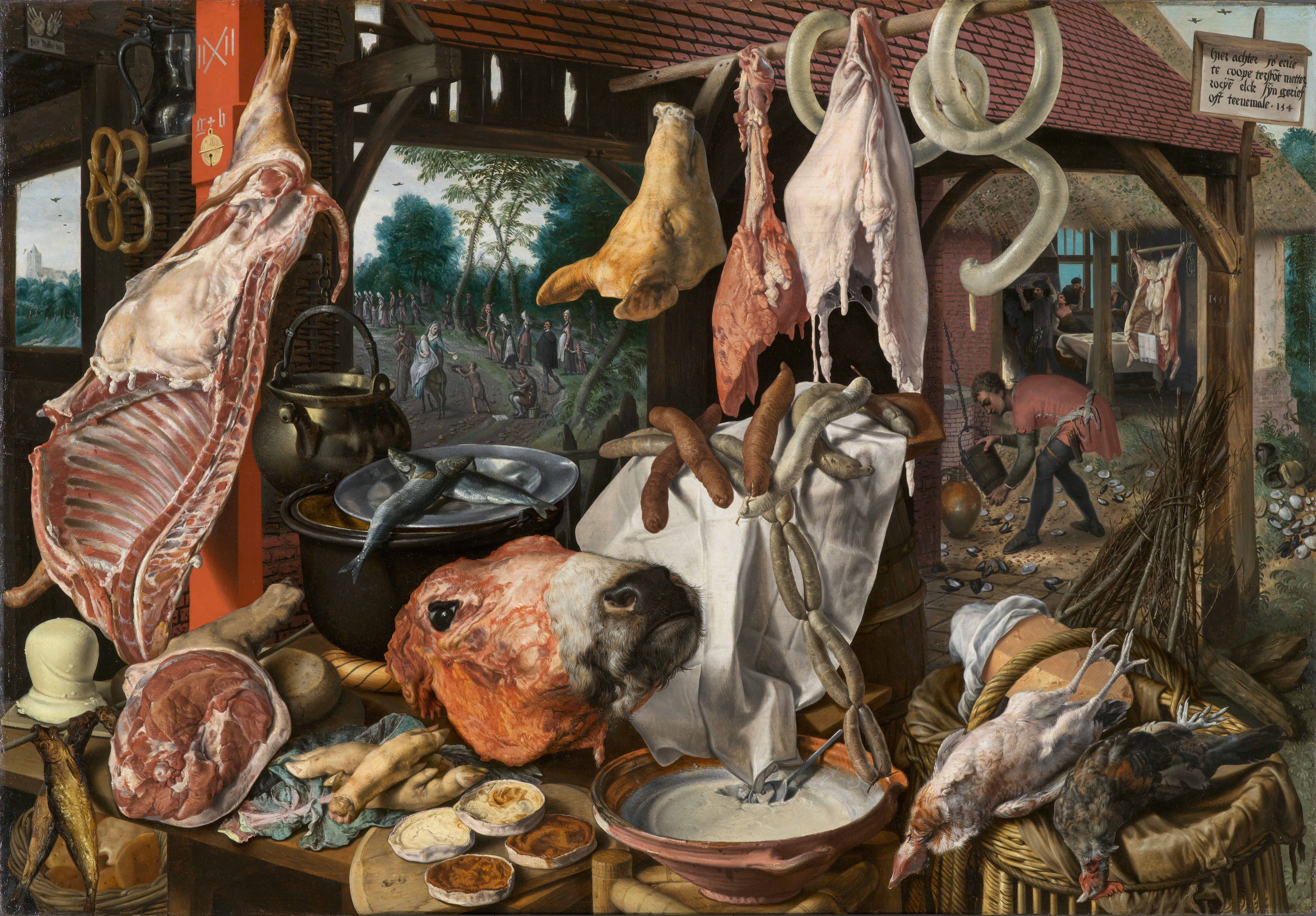
L'Étal de boucher, une nature morte inversée de Pieter Aertsen, 1552.

On oppose souvent école flamande et hollandaise. En effet, dans les Pays-Bas du Nord, le système politico-économique fait que les mécènes sont souvent des bourgeois — fortunés ou non —, et non pas de riches aristocrates. La nature morte, thème bourgeois par excellence, prend donc une grande importance, et se caractérise par :
- de petits formats ;
- peu d'objets, mais assemblés dans une composition savante, avec souvent un couteau posé de manière transversale afin de creuser la profondeur, et/ou une assiette posée en déséquilibre sur un rebord ;
- une observation minutieuse, un goût pour le rendu précis des matières ;
- une forte connotation moralisatrice, plus ou moins à décoder. Ainsi, un citron épluché en spirale peut représenter le temps qui passe, tout comme un verre à moitié plein, tandis que le sucre marque l'ambiguïté entre la douceur et le danger, le verre couché montre que tout a été consommé et fait référence à la mort…

Les peintres hollandais produisent parfois des tableaux de manière quasi-mécanique. Chacun a sa spécialité : les fleurs, les livres, les repas interrompus… On note un fort développement de la vanité, qui se caractérise par la présence d'un crâne, d'une horloge ou d'un sablier, références au temps qui passe et à la vanité des possessions.
Sous l'influence de Rembrandt, figure majeure de l'École hollandaise, des nouveautés stylistiques se mettent en place : clair-obscur intense, touche qui se libère, augmentant le mystère et la dimension lyrique de l'œuvre.
Les grands représentants de la nature morte hollandaise sont :
- Pieter Aertsen (1508-1575)
- Frans Snyders (1579-1657)
- Pieter Claesz (vers 1597-1660)
- Willem Claeszoon Heda (1594-vers 1680) et son élève Maerten Boelema de Stomme (1611-1644)
- Jan Davidsz de Heem (1606-1684)
- Abraham Hendriksz van Beyeren (1620-1690)
- Willem Kalf (1622-1693)

### École française

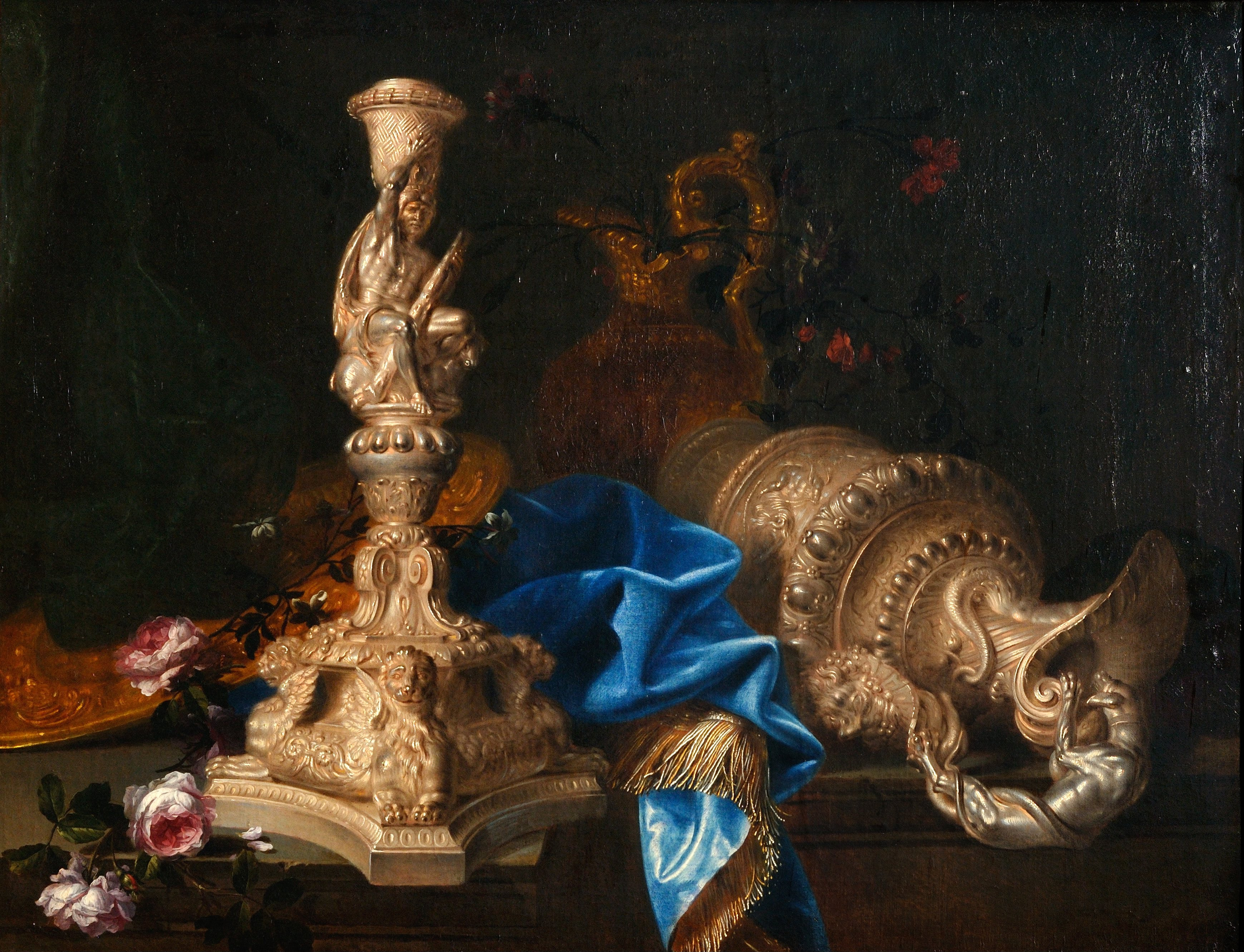
Nature morte avec chandelier « des travaux d'Hercule » et deux aiguières, Meiffren Conte.

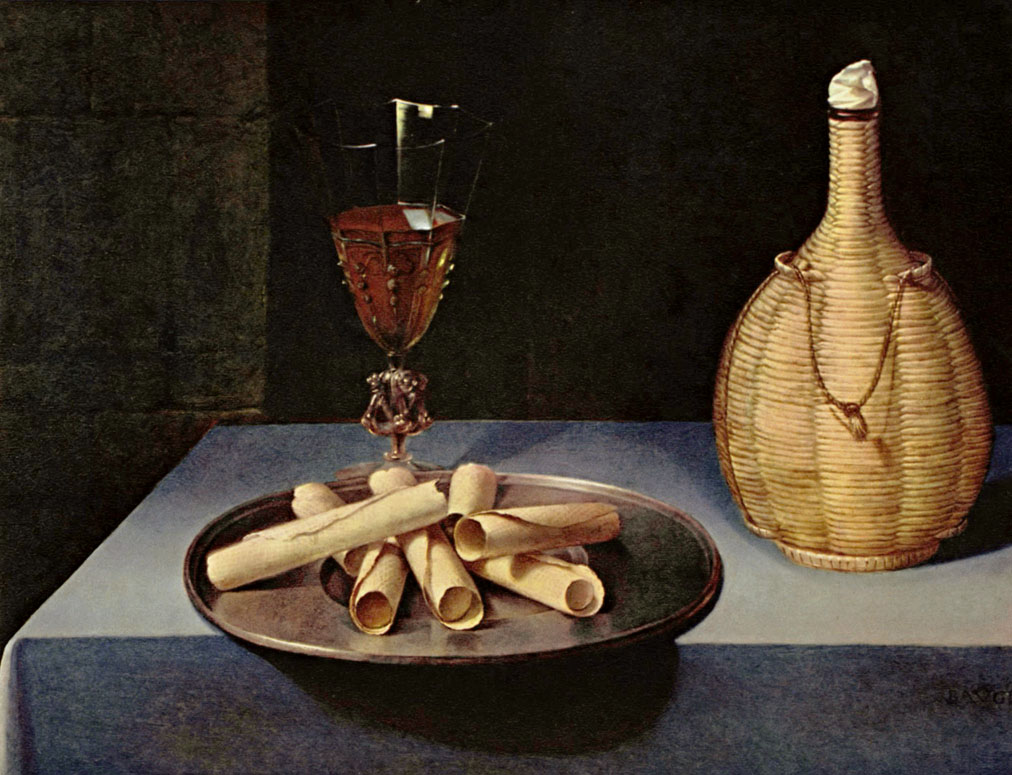
Lubin Baugin, Le dessert de gaufrettes.

#### XVIIesiècle
- Nicolas Baudesson (1611-1680)
- Lubin Baugin (1612-1663)
- Jean-Baptiste Belin (1653-1715)
- Meiffren Conte (v. 1630-1705)
- Pierre Dupuis (1610-1682)
- François Garnier (vers 1600-entre 1658 et 1672)
- Johann Michael Hambach, actif à Cologne de 1672 à 1686
- Jacques Linard (1597-1645)
- Louise Moillon (1610-1696)
- Jean-Baptiste Monnoyer (1636-1699)
- Jean-Michel Picart (1600-1682)
- Sébastien Stoskopff (1597-1657)

#### XVIIIesiècle
- Jean Siméon Chardin (1699-1779)
- Alexandre-François Desportes (1661-1743)
- Jean-Baptiste Oudry (1686-1755)
- Anne Vallayer-Coster (1744-1818)

#### XIXesiècle
- Édouard Manet (1832-1883)[21], dont les natures mortes représentent environ un cinquième de son œuvre[22].

#### XXesiècle
- Jean-Claude Chauray (1934-1996)
- Frank Lean (1919-2001)

## Galerie

Natures mortes
Vase avec fleurs, Jan Davidsz de Heem.
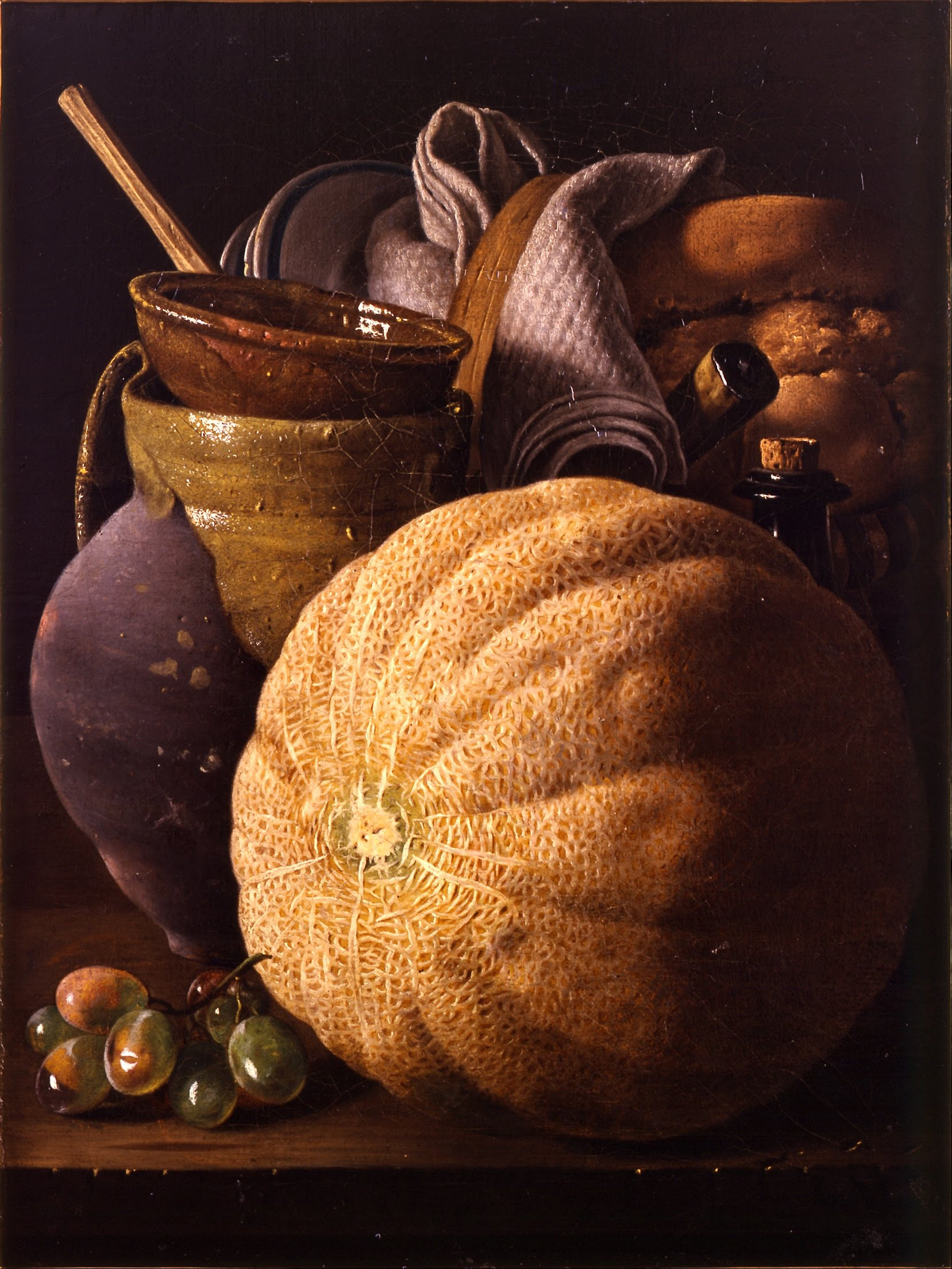
Nature morte, Luis Eugenio Meléndez.
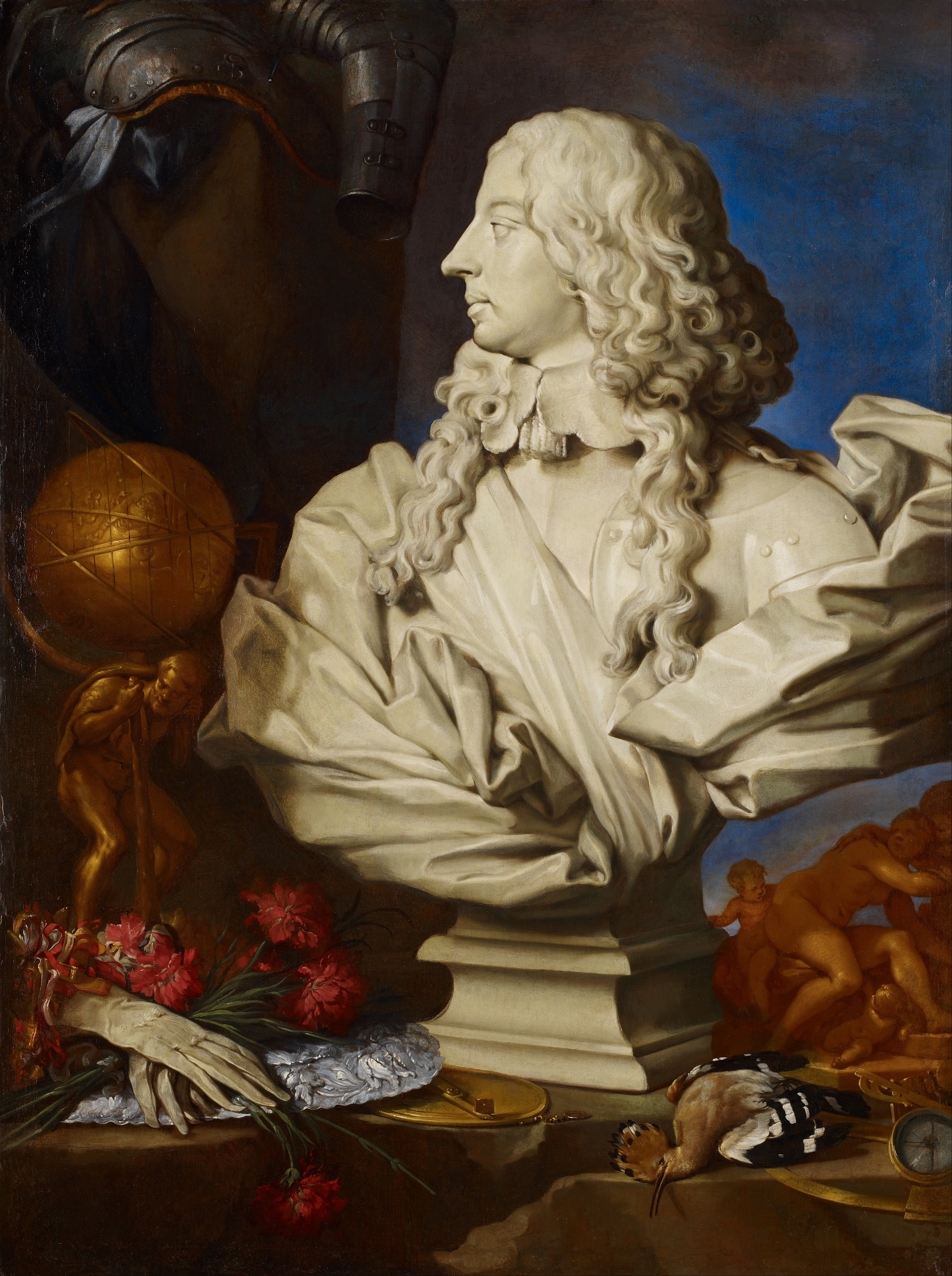
Nature morte allégorique avec le buste de Francis Ier d'Este de Bernini, Francesco Stringa.
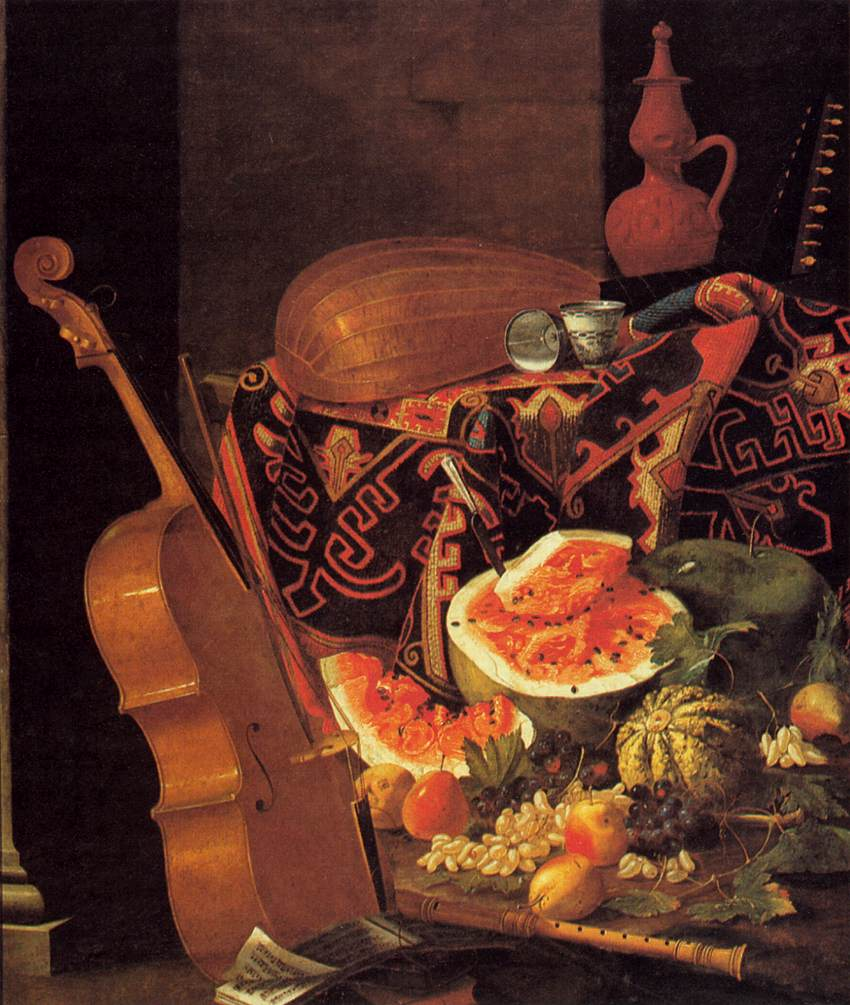
Nature morte avec instruments de musique et fruits, Cristoforo Munari (en).
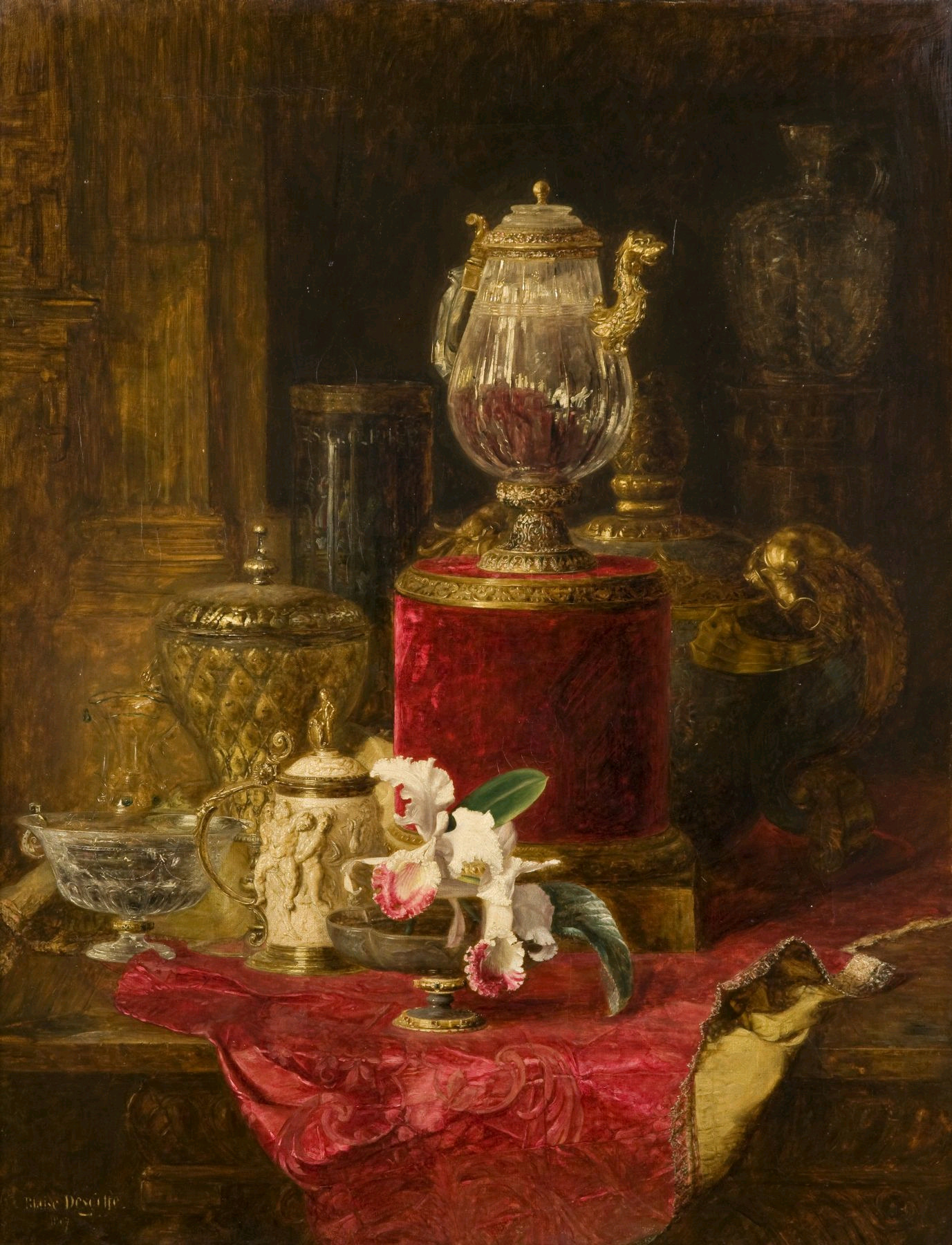
Composition avec verseuse en cristal de roche, chope en ivoire, coupe en serpentine et orchidée, Blaise Alexandre Desgoffe (1830-1901).
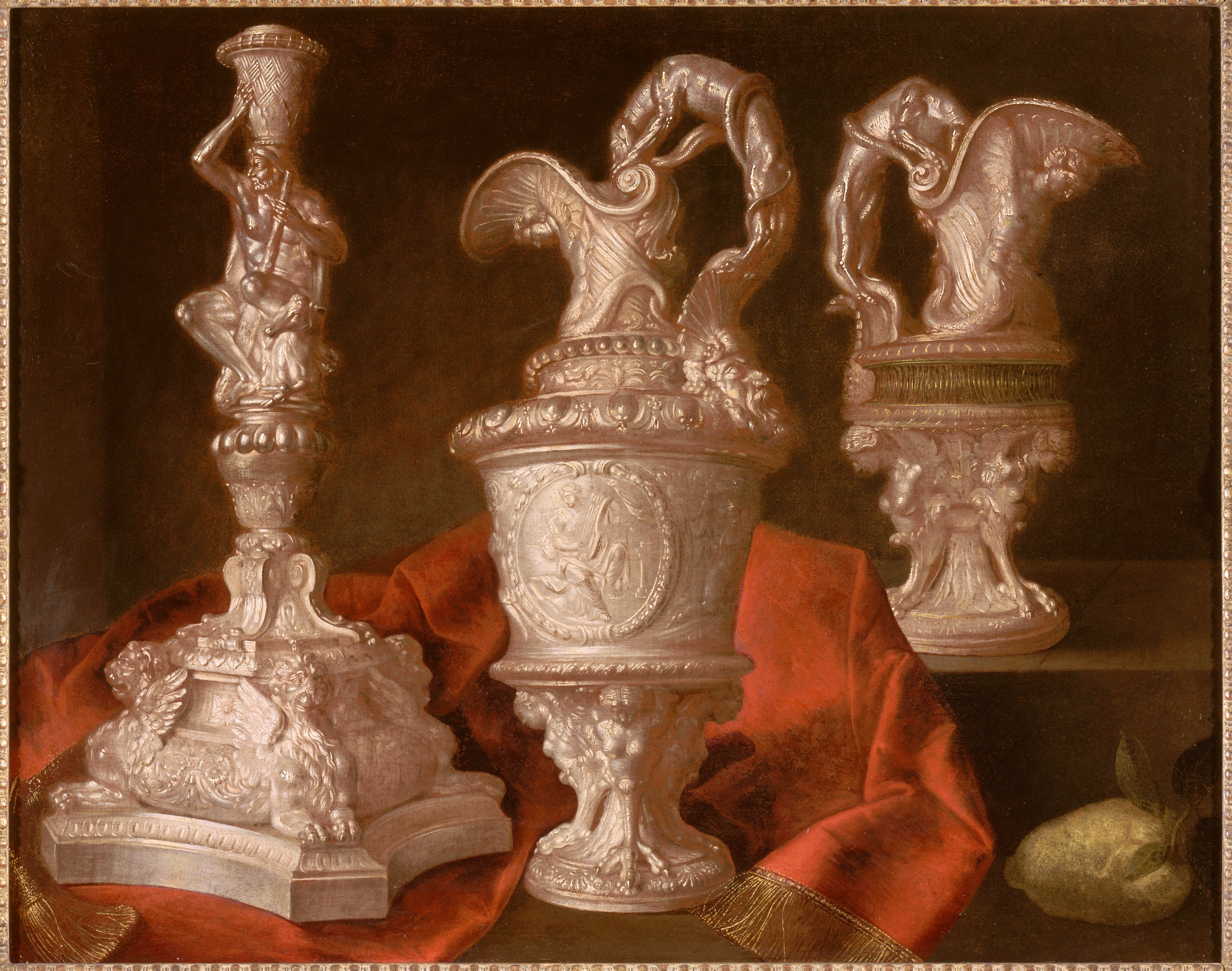
Nature morte au flambeau d'argent, Meiffren Conte.
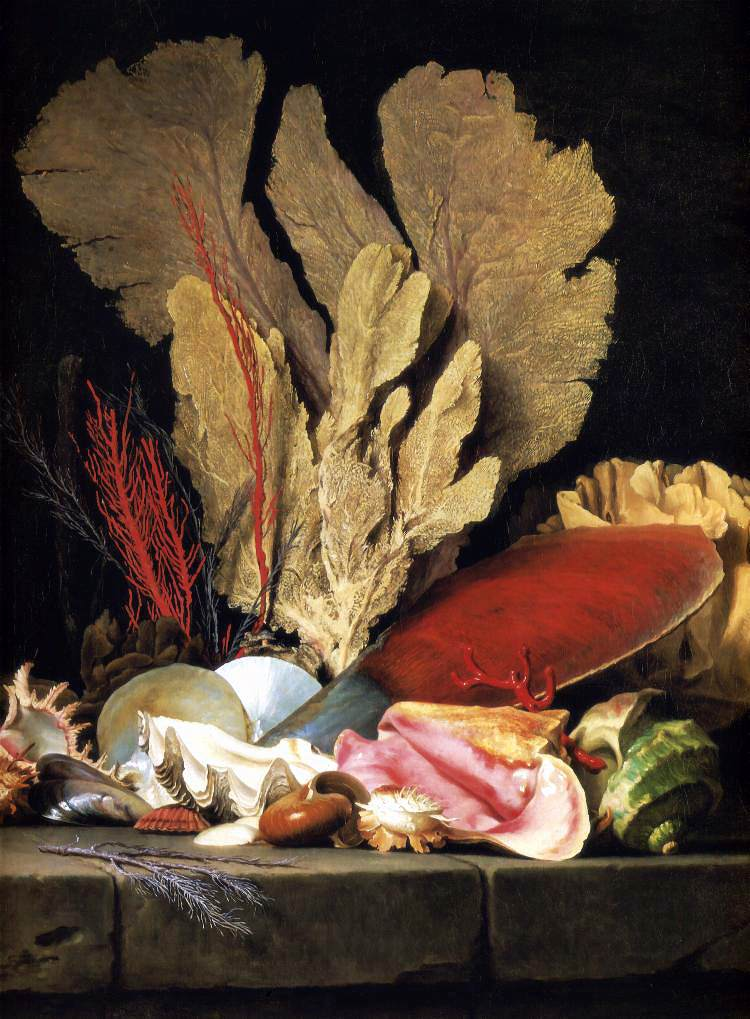
Panaches de mer, Lithophytes et Coquilles, Anne Vallayer-Coster.
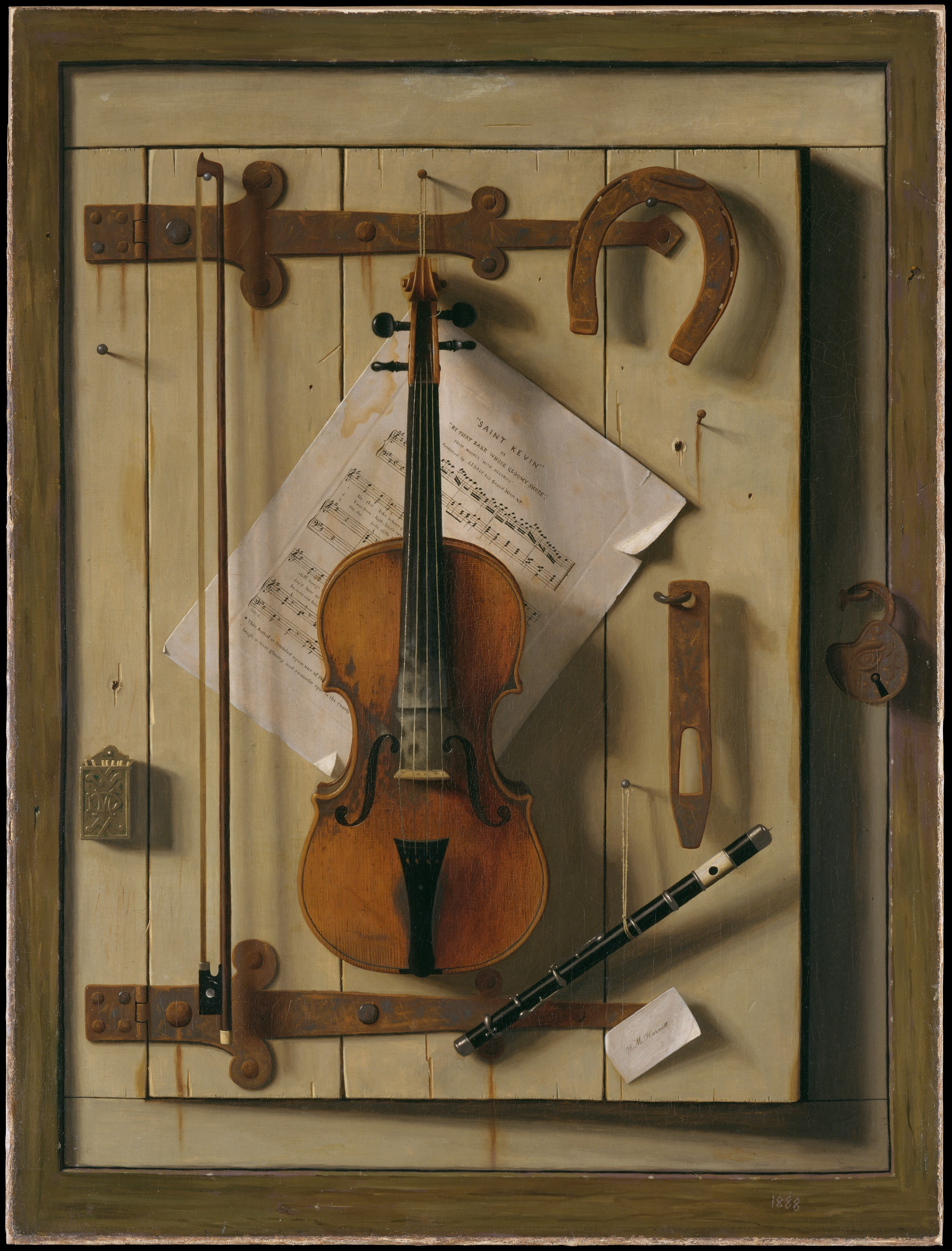
Nature morte violon et musique, William Michael Harnett.
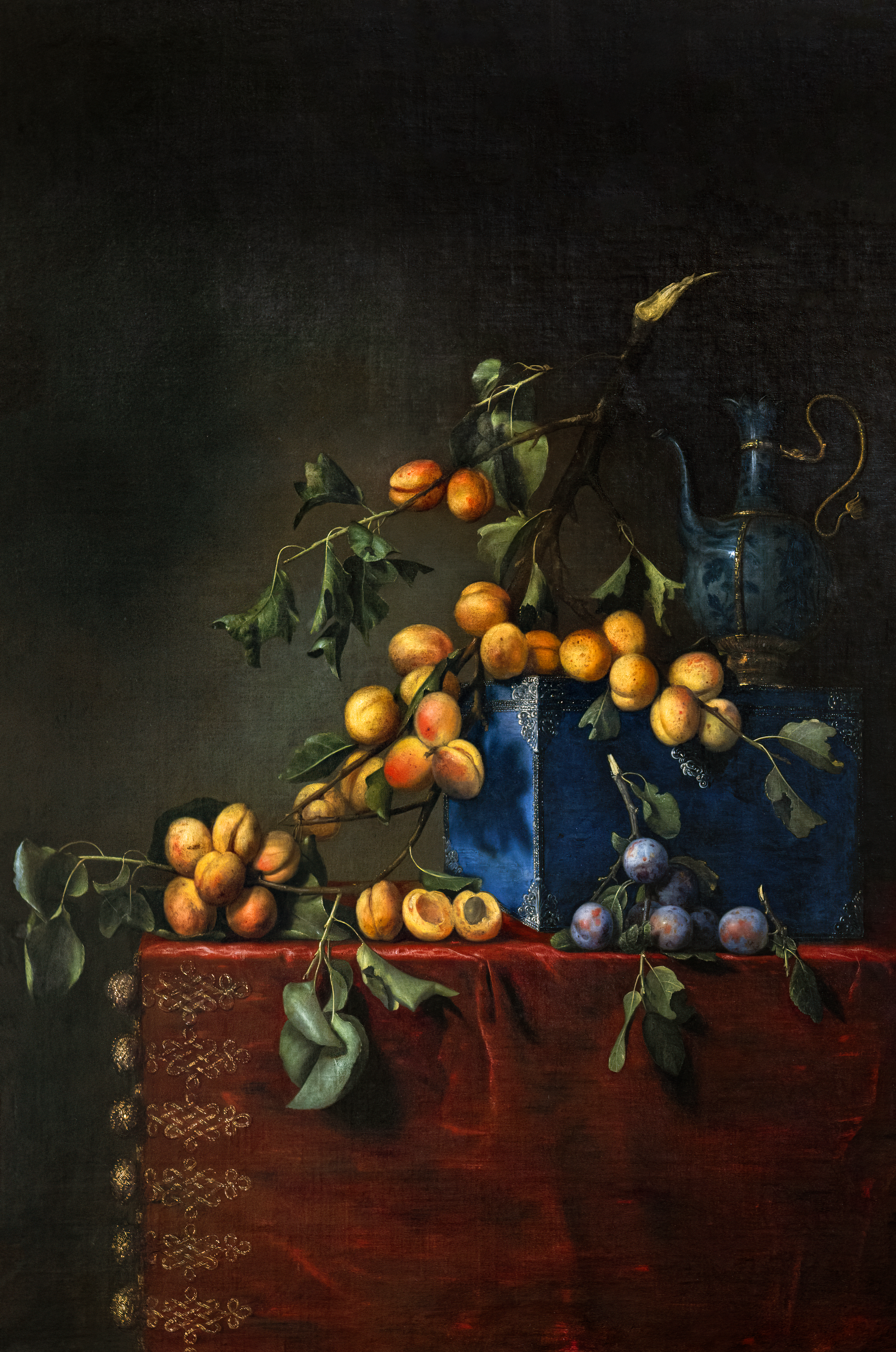
Nature morte aux prunes et aux abricots, Pierre Dupuis, musée des beaux-arts d'Agen.
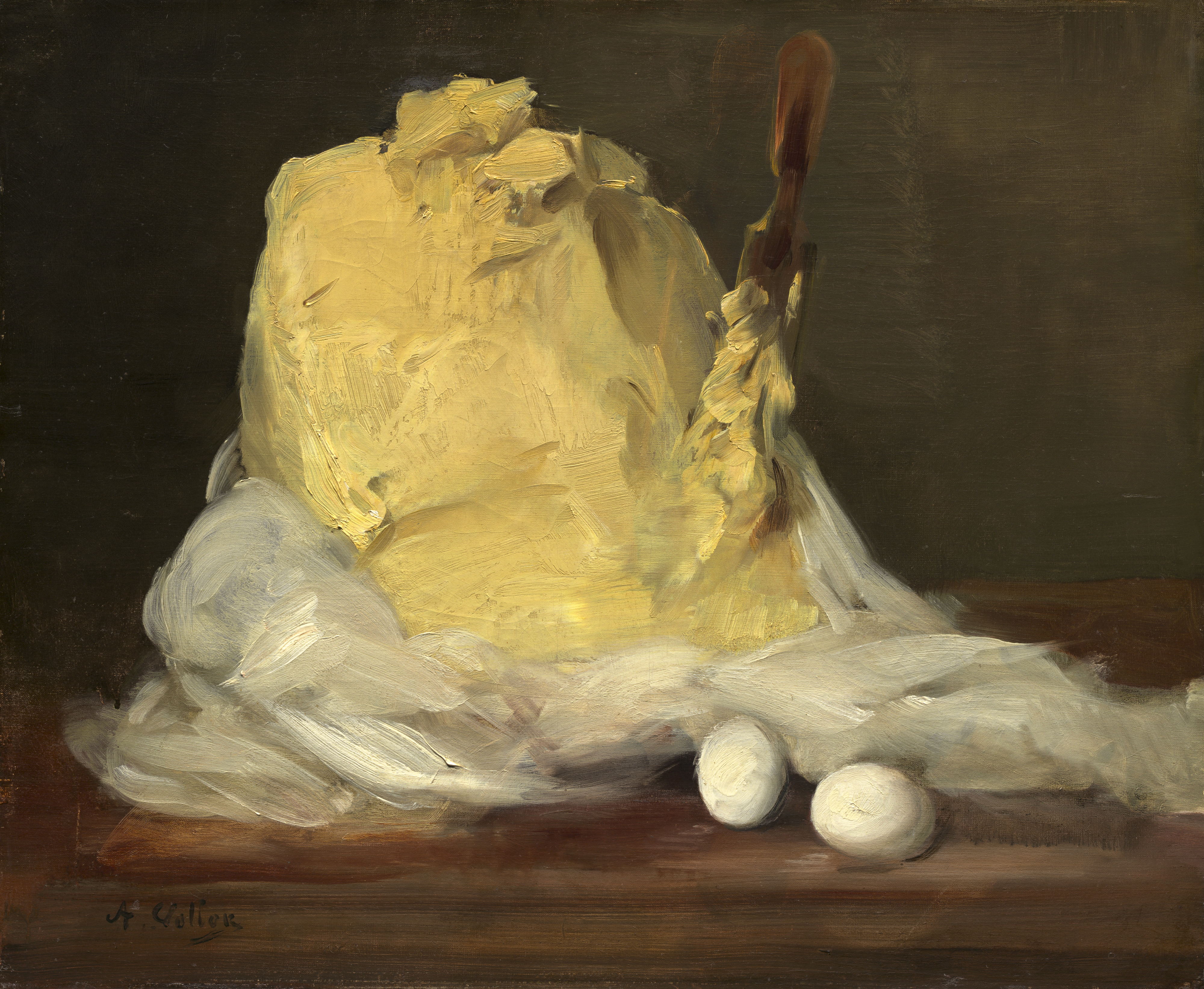
Motte de beurre, Antoine Vollon, National Gallery of Art, Washington.
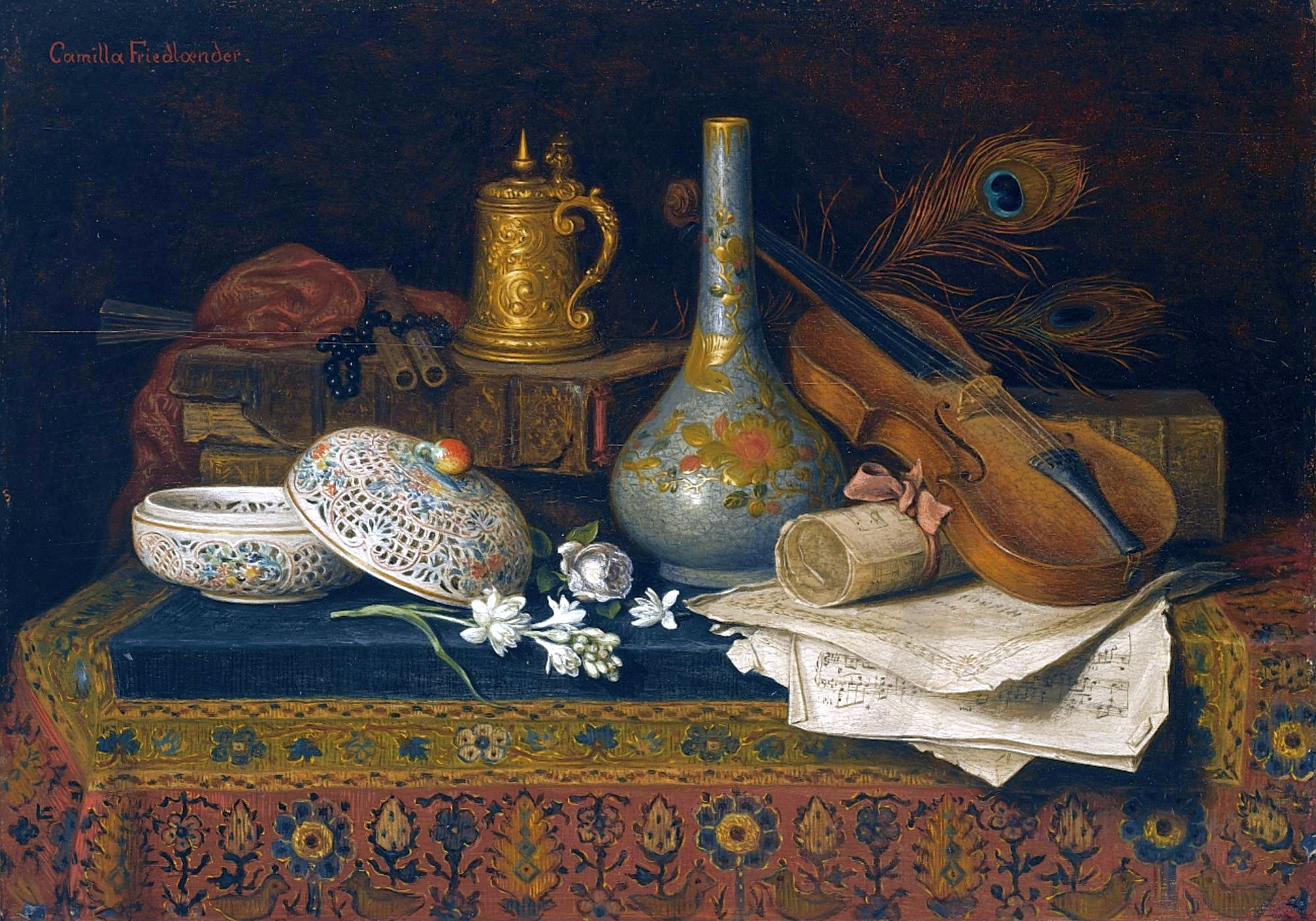
Camilla Friedländer (1856-1928), Nature morte aux objets chinois et au violon.

### Articles connexes

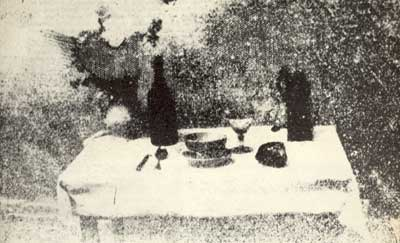
Le physautotype La Table servie, une des premières photographies, attribuée à Nicéphore Niépce. 1832 ou 1833. Le premier témoignage conservé du « 8e art ».